# Църна река (община Търговище)
Вижте пояснителната страница за други значения на Църна река.
Църна река (на сръбски: Црна Река или Crna Reka) е село в община Търговище, Пчински окръг, Сърбия.

## История
В края на XIX век Църна река е село в Прешевска кааза на Османската империя. Според статистиката на Васил Кънчов („Македония. Етнография и статистика“) от 1900 година Цървена Рѣка Горна е населявано от 104, а Цървена Рѣка Долна от 520 жители българи християни. Според патриаршеския митрополит Фирмилиан в 1902 година в Църна река има 32 сръбски патриаршистки къщи. По данни на секретаря на Българската екзархия Димитър Мишев („La Macédoine et sa Population Chrétienne“) в 1905 година в Горна и Долна Червена река (Gorno-Dolno-Tchervena-Reka) има 240 българи патриаршисти гъркомани.
В 2002 година в селото живеят 41 сърби.

## Население
- 1948- 410
- 1953- 437
- 1961- 334
- 1971- 286
- 1981- 221
- 1991- 94
- 2002- 41